# Polymnia Saregkou
Polymnia Saregkou (in greco Πολύμνια Σαρέγκου?; Salonicco, 11 maggio 1972) è un'ex cestista greca.
Alta 186 cm per 76 kg, giocava come centro.

## Carriera
Con la Grecia ha disputato i Giochi olimpici di Atene 2004 e quattro edizioni dei Campionati europei (2001, 2003, 2005, 2007).